# Salsa holandesa
La Salsa holandesa és una emulsió feta amb mantega i suc de llimona que fa servir rovell d'ou com a agent emulsidor, generalment s'assona amb sal i una mica de pebre negre o fins i tot pols de caiena. És una salsa d'origen francès malgrat el seu nom. La salsa holandesa és l'ingredient principal dels ous a la benedictina. És una salsa molt difícil de fer.

## Recepta
Es baten al bany maria els rovells d'ou nets (sense restes de clara), fins a aconseguir una crema espessa i escumosa que arribi a doblar el volum. S'hi afegeix la mantega clarificada i tèbia, a poc a poc i sense deixar de batre. Després s'hi afegeix la sal, el pebre i el suc d'un quart de llimona, i es mescla de manera que hi entri l'aire. La consistència ha de ser escumosa. Es manté en l'escalfor del bany maria fins que s'utilitza, pel fet que és una salsa molt inestable.

## Variants
- salsa maltesa - Assaborida amb suc de taronja.[1]
- salsa mussolina amb nata muntada.[2]
- salsa noisette s'hi afegeix més mantega.
- salsa Rachel s'hi afegeix mostassa, estragó fresc i tòfona negra